# Granada nos Jogos Olímpicos de Verão da Juventude de 2010
Granada participou dos Jogos Olímpicos de Verão da Juventude de 2010 em Cingapura. Sua delegação foi composta por seis atletas que competiram em três esportes.

## Atletismo
| Evento                       | Atleta           | Qualificação | Qualificação | Final     | Final        |
| Evento                       | Atleta           | Resultado    | Posição      | Resultado | Posição      |
| ---------------------------- | ---------------- | ------------ | ------------ | --------- | ------------ |
| Arremesso de disco masculino | Lindon Toussaint | 51,61        | 13º          | 50,93     | 5º (Final B) |
| 200 m feminino               | Lucy Future      | 25.04        | 10º (4º q1)  | 24.63     | 2º (Final B) |
| 400 m feminino               | Nickheila John   | 59.97        | 18º (4º q1)  | 57.31     | 1º (Final C) |

## Boxe
| Atleta        | Evento             | Preliminares | Semifinais              | Disputa pelo bronze               | Pos. final |
| ------------- | ------------------ | ------------ | ----------------------- | --------------------------------- | ---------- |
| Kandel Dowden | Peso mosca (51 kg) | Sem oponente | NRU Dj Maaki D PTS 5-+5 | EGY Hesham Abdelaal D DSC R2 2:35 | 4º         |

## Natação
| Evento                | Atleta        | Qualificação | Qualificação | Semifinais  | Semifinais  | Final       | Final       |
| Evento                | Atleta        | Resultado    | Posição      | Resultado   | Posição     | Resultado   | Posição     |
| --------------------- | ------------- | ------------ | ------------ | ----------- | ----------- | ----------- | ----------- |
| 50 m livre feminino   | Ayesha Noel   | 30.96        | 48º (5º q2)  | Não avançou | Não avançou | Não avançou | Não avançou |
| 200 m costas feminino | Ayesha Noel   | 2:42.60      | 32º (8º q1)  |             |             | Não avançou | Não avançou |
| 50 m livre masculino  | Richard Regis | 27.39        | 40º (2º q1)  | Não avançou | Não avançou | Não avançou | Não avançou |
| 100 m livre masculino | Richard Regis | 1:02.69      | 52º (3º q1)  | Não avançou | Não avançou | Não avançou | Não avançou |